# Bohutice
Bohutice (deutsch Bochtitz) ist eine tschechische Gemeinde in Südmähren. Sie liegt etwa 30 Kilometer nördlich der österreichischen Grenze.

## Geographische Lage

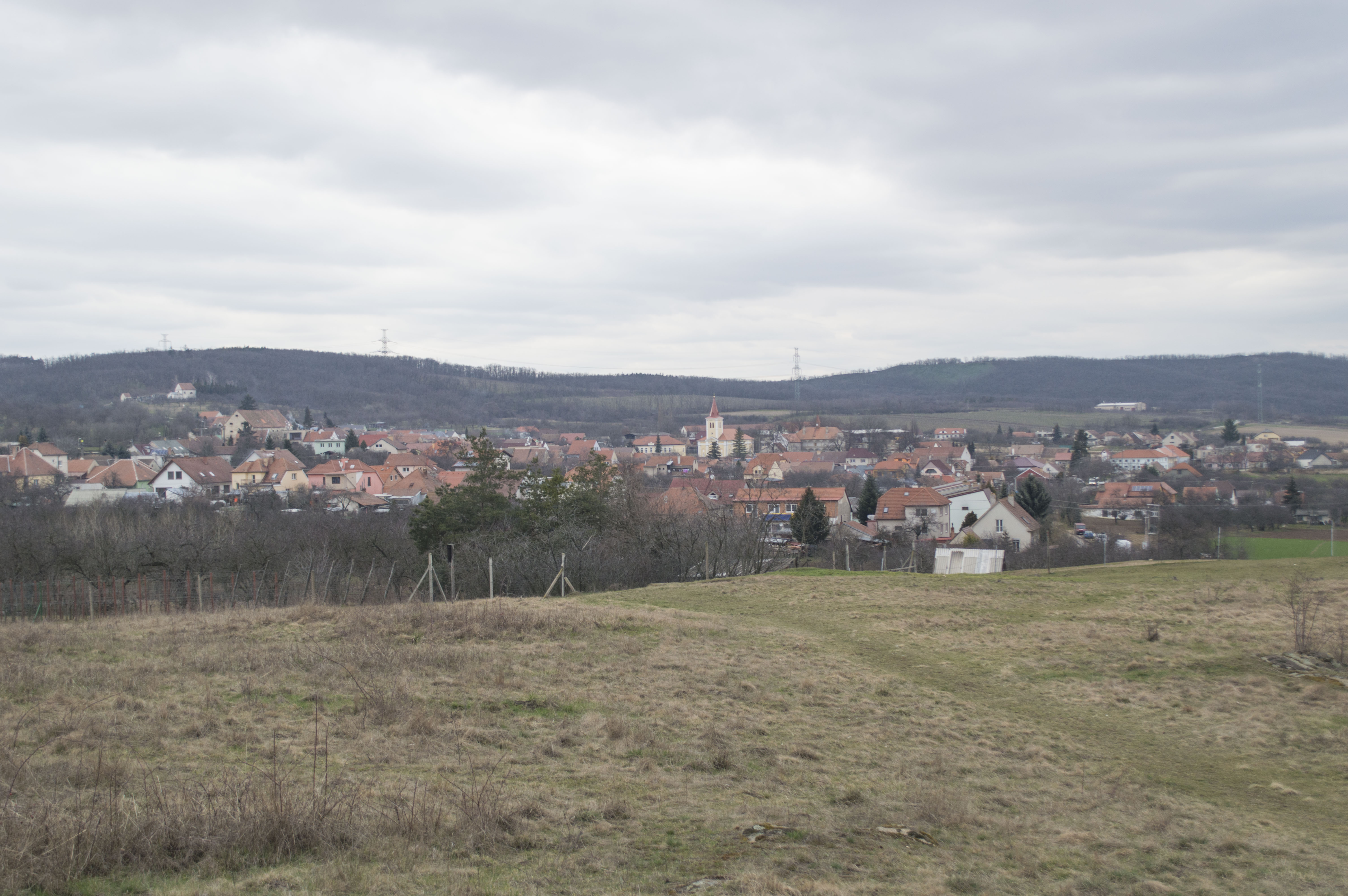
Bohutice (2016)

Das Dorf liegt an der Eisenbahnstrecke Hevlín–Brno bei Kilometer 114,1. Nach Brünn (Brno) sind es mit der Eisenbahn 40 Kilometer. Bohutice liegt an der Staatsstraße II/396 von Branišovice nach Moravský Krumlov.
Unterhalb des Dorfes verläuft die Straße von Miroslav nach Pravlov, die sog. Prahlitzer Straße – Pravlovska silnice – die zu Zeiten der Protektorats Böhmen und Mähren die Grenze zwischen Sudetengau und Mähren darstellte.

## Geschichte
Die erste urkundliche Erwähnung von Bochtitz aus dem Jahre 1253 erwähnt eine Pfarrkirche. Zu Beginn des 14. Jahrhunderts gehörte der Ort, als Bestandteil des Gutes Wolframitz, dem Wischegrader Kapitel bei Prag an, welches ihn, zusammen mit den Patronatsrechten in Wolframitz und den Dörfern Lisnic und Selchowic im Jahre 1321 an Heinrich von Leipa auf Schloss Kromau erblich für 2000 Prager Mark verkaufte. Von Leipa gab das Gut bald darauf wieder ab.
1346 bis 1356 war der Lehnsherr von Bochtitz der Markwart Voytel von Bochtitz, zusammen mit Miksik von Geiwic. Im Jahre 1346 trat Miksik von Geiwic (Mikšík z Kyjovic) Bochtitz dem Landkomtur des Deutschen Ordens für Böhmen und Mähren, Stibor Pflug und dem Komtur und Pfarrer zu Hosterlitz, Berchtold, für 62 Mark und 12 Groschen ab.
Der Ort war noch 1359 im Besitz des Ordens, weil damals der Komtur von Hosterlitz, Johann, dem Nonnenkloster Dalleschitz einen Zinslahn erblich verkaufte. Außerdem nannte sich später ein ritterliches Geschlecht danach, welches in Aschmeritz, begütert war. Im Jahre 1448 meldete Racek von Zborowitz sein Besitzrecht an Bochtitz an.
In den Jahren 1491 und 1500 besaß Georg Kussy von Mukodiel das Gut.
1535 verkaufte der böhmische Marschall Johann von Leipa seinen Anteil an der Veste Bochtitz, zusammen mit dem Dorf und dem Hof, sowie den Dörfern Ledce, Zelowic, und den Wüstungen Wlcikeř und Zalekowic, an Johann Kussy von Mukodiel. Diesem folgte sein Sohn Mathias als Besitzer um 1542 nach. Im Jahre 1545 wurden auf dessen Erlaubnis die Wiedertäufer ansässig. Im Jahre 1560 bekam Stephan Kussy von Mukodiel das Dorf in seinen Besitz, welcher das Gut im Zuge seines Testaments von 1576 seinem Sohne Wilhelm nachließ.
Stephan Kussy starb im Februar 1577 im Alter von 42 Jahren. Sein Grab befindet sich in der katholischen Kirche in Mährisch Kromau (Moravský Krumlov).
Nach Wilhelm kam Jan (gen. Hanuss) Kussy von Mukodiel, der am 14. April 1597 die Wiedertäufer aus ihrem Hof und Gut vertrieb und ihr Eigentum an sich nahm. Die Wiedertäufer kehrten jedoch schon nach einem Jahr auf ihren Hof zurück.
1615 wurde die evangelische Kirche von Bohutice gebaut und eingeweiht.
Am 1. August 1619 wurde das Dorf durch die Söldner des Generals Dampierre gänzlich niedergebrannt. Hanuss' Söhne Stephan und Wilhelm verloren Bochtitz wegen der Teilnahme am Ständeaufstand vom Jahre 1620. Am Ende des Jahres 1620 war der Bochtitzer Herr ein kaiserlicher Leutnant names Michael von Althan.
Am 25. September 1627 schenkte König Ferdinand II. das Schlösschen und Dorf Bochtitz, sowie die Dörfer Selowitz, Wedrowitz, Zabrdowitz und Wolfsgarsten, dem Znaimer Jesuiten-Kollegium, welches am 10. März 1673 dazu auch das Dorf Babitz von den Nachkommen des königlichen Richters in Brünn, Georg Schilling, für 4075 rheinische Florenos erstand. Am 5. Januar 1622 wurde das Dorf ausgeplündert und das Haus der Wiedertäufer in Brand gesteckt, die Wiedertäufer wurden endgültig vertrieben. In Bochtitz starb zu dieser Zeit der Verkünder des Wortes von 1610, Konrad Blösi, am 26. August 1621. Seit 1657 war die Kirche hinter dem Dorf verwahrlost. Das älteste Einwohnerverzeichnis stammt aus dem Jahre 1641, darin sind 39 Familien aufgeführt.
Im Jahre 1663 ließ das Jesuiten-Kollegium die kleine Kirche auf dem Hügel hinter dem Friedhof reparieren, sodass im Jahr 1664 dort heilige Messen zelebriert wurden. 1709 machte der Wolframitzer Pfarrer seine Ansprüche an der Bochtitzer Kirche geltend. Jedoch beließ der Olmützer Bischof Bochtitz im Eigentum des Jesuiten-Kollegiums.
Nach Aufhebung des Ordens der Jesuiten am 21. Juli 1773 wurde die Kirche entweiht. Stattdessen wurde die Friedhofskapelle gebaut. An der Stelle der Kirche wurden Windmühlen errichtet, die jedoch wegen der häufigen Zerstörungen durch Unwetter im Jahre 1850 verkauft und abgerissen wurden.
Am 1. November 1781 war die Aufhebung der Leibeigenschaft (Robot) in Böhmen und Mähren.
1785 wurde die Schule gegründet, im Jahre 1807 besuchten sie 70 Kinder. Das Gut wurde dem Studienfonds übertragen, und am 15. Oktober 1789 von der k.k. Mährisch-Schlesischen Staatsgüter-Veräußerungskommission Johann Topolansky gegen jährlichen Zins von 7508 Florenos in Erbpacht überlassen. 1803 gab es eine Bierbrauerei und eine Stofffabrik. Nach Topolanskys Tod heiratete dessen Witwe Theresia den Wenzel Petritschek. Dieser behielt das Gut auch nach ihrem Tod am 31. Dezember 1804 infolge eines Vergleichs mit den anderen Erben vom 15. Juli 1805. Nach seinem Tode am 22. Juni 1825 erbte seine Tochter, Aloisie Petritschek, das Dorf. Sie heiratete dann den Verwalter ihrer Güter, Josef Seydel.
Von 1840 bis 1850 wurde in Bochtitz Braunkohle gefördert. Es wurden jährlich 10.000 Zentner Braunkohle gefördert.
1843 Bohtitz zählte 576 Einwohner.
1848 wurde die Grundschule eröffnet.
1850 wurde der Steinbruch (Císařská skála) Kaiserberg, eröffnet.
Am 26. Juli 1856 brach ein großer Brand in Bochtitz, der 17 Häuser und 15 Getreidescheunen zerstörte.
In den 1860er Jahren bekam das Dorf eine Selbstverwaltung, der erste Bürgermeister war Josef Seydel.
1864 begann Josef Seydel mit dem Kirchenbau.
Am 3. Dezember 1866 wurde Aloisia Seydel von der Finanzprokuratur als rechtmäßige Eigentümerin von Bochtitz bestätigt. Durch den Ehevertrag vom 14. Dezember 1869 bekam Josef Seydel die Hälfte des Gutes Bochtitz.
1868 kam die Eisenbahn nach Bochtitz.
Im Jahre 1867 wurde in Bochtitz ein Pfarramt eingerichtet.
Die Mariä Himmelfahrtskirche wurde im Jahre 1870 fertiggestellt und geweiht. Sie hatte 4 Glocken mit den Bezeichnungen „Jungfrau Maria“, „Hl. Wenzel“, „Hl. Michael“ und „Hl. Josef“. Den Bau der Kirche finanzierte Gutsherr Josef Seydel mit seiner Frau Aloisia.
1876 wurde die Schulbibliothek durch Josef Seydel gegründet, der dazu 76 Bücher widmete. Im Jahre 1878 starb Josef Seydel, nach seinem Tod hatte das Gut einen Wert von 82.792 Rheinischen Gulden. Das Eigentum am Gut Bochtitz fiel zu 1/6 an Heinrich Seydel, zu 2/6 an Karl Seydel, zu 1/6 an Rosalia Seydel, zu 1/6 an Obsieger Maria und zu 1/6 an Henriette Mauer.
1882 bekam die Dorfschule den 2. Klassenraum, eine Lehrerwohnung wurde angebaut.
1889 war die Gründung der Freiwilligen Feuerwehr.
1906 wurde die Grundschule um einen weiteren Klassenraum erweitert.
1907 wurde ein neues Schulgebäude eröffnet.
Im Jahre 1909 kaufte Anna Seydel 5 Anteile am Gut auf, Rosalia Seydel behielt ihren Anteil. Somit waren die beiden Schwestern Miteigentümerinnen an Gut und Dorf.
1910 war die Gründung des Turnvereins Sokol.
Im Jahre 1912 wurde mit Elektrifizierung des Dorfes angefangen, doch wegen des I. Weltkrieges wurde das Projekt eingestellt.
Während der Jahre 1914 bis 1918 starben 24 Bochtitzer Bürger auf dem Feld des I. Weltkrieges, ihr Denkmal steht vor der Kirche.
Am 8. Juli 1923 wurde das Sokol-Vereinshaus eröffnet. Am 23. August 1925 wurde das Vereinshaus vom Turnverein Orli (Adler) eröffnet.
Im Jahre 1927 hat der Pfarrer Prášek mit seinem Projekt der Lourdes-Grotte angefangen.
1930 wurden durch Prášek 54 Kreuzwegstatuen bei dem Bildhauer Bohumil Bek in Kutná Hora bestellt, die letzte Statue wurde dann im Jahr 1937 ausgeliefert.
Am 31. Dezember 1928 kam die elektrische Beleuchtung ins Dorf.
Am 25. Juni 1935 wurde eine neue evangelische Kirche geöffnet. Der letzte Gutsherr war Hans Seydel-Neuschel. Von der Gutsherrin Anna Seydel adoptiert und gebürtig aus Neu Prerau bei Nikolsburg, nahm Hans Neuschel den Nachnamen seiner Ziehmutter an. Während des Protektorats war er der Dorfverwalter. Als Sudetendeutscher wurde er nach 1945 von seinem Gut vertrieben.
1946 wurde der Fußballverein Bohutice gegründet.
1954 wurde der Feuerwehrwasserbehälter angelegt, dieser sollte im Falle eines Brandes im Dorf die hiesige Freiwillige Feuerwehr mit Löschwasser versorgen. Dieser Wasserbecken wurde dann jahrelang als Freibad benutzt, mit einer Einschränkung, dass das Wasser vor der Sommersaison nur ein Mal erneuert werden durfte. So war der Wasserbecken während der Hochsaison immer grün, so dass am Ende August darin nicht mehr gebadet werden konnte.
Am 1. März 1957 wurde die hiesige LPG (Landwirtschaftliche Produktionsgenossenschaft) gegründet.
1965 wurde die Regenabwasserkanalisation eingerichtet, das Regenwasser vom Dorf floss dann unterhalb des Dorfes auf die Felder.
Die Wasserversorgung für alle Häuser wurde im Jahre 1973 erbaut.
1974 wurde das Sokol-Vereinshaus vom Grunde auf renoviert und erweitert.
1993 hat das Dorf eine Gasversorgung bekommen.
2007 kehrten die Kreuzwegstatuen ins Dorf zurück, sie wurden bis dahin in einer Garage aufbewahrt.
Zwischen 2007 und 2010 wurden die Schlosskeller renoviert. Heute kann man in zwei Kellern ein Abteil mieten und darin seine Weine deponieren und kleine Feiern veranstalten.
2008 erfolgte die Renovierung und Modernisierung der Vereinsräume vom FC Bohutice.
2008 bis 2011 wurden die barocken Sandsteinstatuen in der Dorfumgebung restauriert.
2009 wurde mit der Restaurierung von den Kreuzwegstatuen angefangen, im selben Jahr wurden 2/3 der Statuen fertig gestellt. In demselben Jahr wurde die Mariä Himmelfahrtskirche vom Grund bis Dach renoviert.
2011 wurde die Ausstellung Bochtitzer Kreuzweg eröffnet (Bohutická křížová cesta), die Lourdes-Grotte wurde saniert und der Lehrpfad von Antonín Prášek wurde eröffnet.
2013 wurde der Feuerlöschbecken in einen Biotop-Weiher mit Ruhezone umgewandelt, er wurde aus historischen Gründen Obûrka genannt.
2014 wurde das Sokol TV Vereinshaus renoviert und mit Wärmedämmung versehen.
2015 wurde das Abwassersystem und Gemeinschaftskläranlage in Betrieb genommen, es ist ein Gemeinschaftsprojekt der Dörfer Bohutice, Olbramovice und Branišovice.

## Sehenswürdigkeiten
Die bedeutendsten historischen Gebäude im Dorf sind das Bochtitzer Schloss und die Himmelfahrtskirche der Heiligen Maria. Im Schloss befindet sich eine Ausstellung von Holzstatuen, die den Kreuzweg Jesu Christi darstellen. Diese Ausstellung, sowie die vier Schlosskeller, die sich im Schlosshof befinden, entstanden durch die Bemühungen des Bürgermeisters Pavel Štefka.
Hinter dem Dorf steht eine Pilgerstätte, die die Grotte von Lourdes darstellt. Sie entstand aus den Plänen des Pfarrers Antonín Prášek und wurde am 22. Juli 1928 eingeweiht. Auf dem Weg von der Grotte zum Friedhof, befinden sich 2 Kreuzwegstationen. Dieser Kreuzweg ist auch durch Prášek entstanden. Sein Plan war es, 13 Kreuzwegstationen aufzustellen, seine Pläne wurden aber durch den Krieg und das sozialistische Regime für immer unterbrochen.
Südwestlich der Dorfmitte steht inmitten von Weinbergen auf dem Michálek (Steinhübl) eine Statue des Heiligen Michael. Der Michálek ist ein Naturschutzgebiet.
In der nahen Umgebung des Dorfes befinden sich barocke Statuen des St. Michael, St. Florian, St. Wenzel und St. Johannes. Auf dem Friedhof befindet sich eine Friedhofskapelle, die als Ersatzkirche bis 1870 diente. Es ist die Familiengruft der Schlossherrenfamilie Seydl.

## Veranstaltungen
Zu den Höhepunkten des gesellschaftlichen Lebens in Bohutice zählt die Ende April stattfindende Weinverkostung. Dabei stellen die örtlichen Winzer ihre Weine aus. Im Sommer findet der Wettbewerb „Bochtitzer Marille“ (Bohutická meruňka) statt, bei dem die Marillenbrand-Hobbybrenner die Resultate ihrer Brennkunst verkosten lassen. Zweimal jährlich werden folkloristische Tanzveranstaltungen abgehalten: Im Mai heißt dies „Pout“, im September „Hody“. Dabei tanzen die Kerbepaare unter dem Kerbebaum (Mája), singen Volkslieder und tragen dabei Volkstrachten. Zum Tanz spielt eine Blaskapelle Polka oder böhmische Walzer.

## Söhne und Töchter der Gemeinde
- Konrad Blösi – zum Verkünder des Wortes im Jahre 1610 ernannt
- Max Rabl (1898–1964), österreichischer Politiker
- Antonín Prášek (1886–1959) – Bochtitzer Pfarrer, Erbauer der Lourdes-Grotte und Kreuzwegstationen